# Thomas N. Armstrong III
Thomas „Tom“ N. Armstrong III (* 30. Juli 1932 in Portsmouth, Virginia; † 20. Juni 2011 in Manhattan, New York) war ein US-amerikanischer Museumskurator und Direktor des Abby Aldrich Rockefeller Folk Art Museum (1968–1971), der Pennsylvania Academy of the Fine Arts (1971–1974), des Whitney Museum of American Art (1974–1990) und des Andy Warhol Museum in Pittsburgh, Pennsylvania (1993–1995).
Er ist vor allem dafür bekannt, dass er den Bestand der Kunstsammlung des Whitney Museums mehr als vervierfacht hat.

## Leben
Thomas Newton Armstrong III wurde am 30. Juli 1932 in Portsmouth, Virginia, geboren und wuchs in Summit, New Jersey, auf. Er malte in der High School und machte 1954 seinen Bachelor-Abschluss in Kunstgeschichte an der Cornell University.
Nach dem Militärdienst arbeitete er bei Stone & Webster, einer Ingenieur- und Wertpapierfirma in Manhattan. Da er jedoch entschlossen war, eine Karriere in der Kunst zu verfolgen, begann er 1967 ein Studium der Museumsverwaltung am Institute of Fine Arts der New York University. Ein Studienprojekt an der Abby Aldrich Rockefeller Folk Art Collection in Williamsburg, Virginia, führte zu seiner Ernennung zum Kurator der Sammlung.
1971 wurde er zum Direktor der Pennsylvania Academy of the Fine Arts ernannt, wo er die Renovierung des Hauptgebäudes in Angriff nahm, die 1976 abgeschlossen wurde. 1974 trat er die Nachfolge von John I. H. Baur als Direktor des Whitney Museums an. Armstrong machte sich daran, die ständige Sammlung des Museums zu erweitern. 1977 kaufte er Frank Stellas schwarzes Gemälde „The Flag Up!“ von 1959 für 75.000 Dollar und Jasper Johns „Three Flags“ für 1 Million Dollar – ein Preis, der 1980 extravagant erschien und heute ein Schnäppchen ist.
In einer rasanten Spendenaktion brachte er 1982 mehr als 1,25 Millionen Dollar auf, um Alexander Calders „Circus“ (1926–31), eine Ansammlung von über 50 Miniaturakteuren und Tieren, zu erwerben. Das Werk war eine Leihgabe des Museums, sollte aber in Europa verkauft werden, um die Steuerschulden des Calder-Nachlasses zu begleichen.
„Diese Werke sind Eckpfeiler der Whitney-Sammlung und der amerikanischen Kunst“, sagt Adam D. Weinberg, der derzeitige Direktor des Whitney, der unter Armstrong gearbeitet hat. „Er war brillant darin, Koalitionen von Menschen zusammenzubringen, um Kunstwerke zu erwerben, für die wir nur ein minimales Ankaufsbudget hatten. Wir erhalten immer noch Werke, die er vor Jahren als Geschenke ausgehandelt hat.“
„Art in Place“, eine Ausstellung von 1989, die die Ankäufe des Museums in den letzten 15 Jahren zeigte, unterstrich das Wachstum der ständigen Sammlung von 2000 auf 8500 Werke.
Unter Armstrongs Leitung fand eine Reihe bedeutender Ausstellungen statt, darunter 1978 eine Retrospektive von Jasper Johns und große Ausstellungen von Mark di Suvero, Cy Twombly, Marsden Hartley und Alexander Calder.
In dem verzweifelten Versuch, mehr Platz für die Sammlungen des Museums zu schaffen, entwickelte er Pläne für einen zehngeschossigen, 37,5 Millionen Dollar teuren Anbau an das Hauptgebäude des Whitney.
Der von Michael Graves entworfene und 1985 angekündigte Erweiterungsbau stieß sofort auf Widerstand. Die Anwohner fürchteten ein riesiges Gebäude, und viele Architekten waren der Meinung, dass es die Integrität des bestehenden Marcel-Breuer-Gebäudes zerstören würde. Nachdem Armstrong nach und nach die Unterstützung vieler Kuratoren des Museums verloren hatte, wurden die Pläne 1989 aufgegeben, und im Jahr darauf wurde er entlassen.
Als Verfechter des Werkes von Andy Warhol – er hatte 1979 eine Ausstellung mit Warhol-Porträts im Whitney Museum organisiert – wurde Armstrong Direktor des Andy Warhol Museums, das im Mai 1994 in Pittsburgh eröffnet wurde.
Neun Monate später kündigte er. Es wurde berichtet, dass er unzufrieden mit den Schwierigkeiten war, Geld für das Museum aufzutreiben, und dass er und Ellsworth M. Brown, der Präsident des Carnegie Institute, das das Museum verwaltete und finanzierte, sich nicht über die Ausrichtung des Museums einigen konnten.
Armstrongs lebenslanges Interesse an Gärten und dass er in seinem Landhaus in Fishers Island, N.Y., einen drei Hektar großen Garten angelegt hatte, führte ihn 1991 in den Vorstand der Garden Conservancy, deren Vorsitzender er 1997 wurde.
Einige Kuratoren, vor allem die jüngere Generation von Geschäftsleuten, die Armstrong in das Museum holte, fanden seinen persönlichen Stil und seinen Sinn für Spaß befremdlich: Er züchtete Tomaten auf der Terrasse vor seinem Büro im fünften Stock und verkaufte sie an einem Obst- und Gemüsestand auf dem Bürgersteig; bei Whitney-Dinners verteilte er gerne Aufziehspielzeug.
Darüber hinaus war er Mitglied im Beirat des Mount Vernon Estate and Gardens und des Winterthur Museum & Country Estate, Ehrentreuhänder des National Building Museum und Treuhänder der New York School of Interior Design.